# Александро-Невский (Рязанская область)
Алекса́ндро-Не́вский — посёлок городского типа, административный центр Александро-Невского района Рязанской области.
Расположен на левом берегу реки Хупта на юге области, на трассах Р126 и М6 «Каспий» в 144 км южнее Рязани.
В посёлке находится железнодорожная станция Александро-Невская на линии Ряжск — Богоявленск.

## История
Посёлок Александр-Невский возник в 1866 году при станции на вновь построенной железнодорожной ветке Рязань — Козлов. Первоначально станция называлась Раненбург, так как была самой близкой железнодорожной станцией к городу Раненбургу на тот момент. После строительства линии Павелец — Раненбург — Богоявленск станция была переименована в Александро-Невскую.
В 1905 году посёлок входил в состав Якимецкой волости Раненбургского уезда Рязанской губернии и имел 29 дворов при численности населения 470 человек.
В 1929 году посёлок стал центром вновь образованного Александро-Невского района в составе Рязанского округа Московской области.
Статус посёлка городского типа — с 4 июля 1945 года.

## Население
| 1906  | 1926  | 1939  | 1959  | 1970  | 1979  | 1989  | 2002  | 2009  |
| ----- | ----- | ----- | ----- | ----- | ----- | ----- | ----- | ----- |
| 470   | ↗962  | ↗3688 | ↗3954 | ↗4771 | ↘4256 | ↗4447 | ↘4133 | ↘4057 |
| 2010  | 2012  | 2013  | 2014  | 2015  | 2016  | 2017  | 2018  | 2019  |
| ↘4013 | ↘3969 | ↘3967 | ↘3901 | ↘3867 | ↘3796 | ↘3771 | ↘3703 | ↘3614 |
| 2020  | 2021  | 2023  |       |       |       |       |       |       |
| ↘3528 | ↗3709 | ↘3605 |       |       |       |       |       |       |

Национальный состав
По итогам переписи населения 2020 года проживали следующие национальности (национальности менее 0,1 % и другое, см. в сноске к строке «Другие»):
| Национальность | Численность, чел. | Доля     |
| -------------- | ----------------- | -------- |
| Русские        | 3427              | 92,40 %  |
| Армяне         | 76                | 2,05 %   |
| Азербайджанцы  | 16                | 0,43 %   |
| Украинцы       | 12                | 0,32 %   |
| Таджики        | 7                 | 0,19 %   |
| Узбеки         | 6                 | 0,16 %   |
| Корейцы        | 5                 | 0,13 %   |
| Татары         | 4                 | 0,11 %   |
| Другие         | 156               | 4,21 %   |
| Итого          | 3709              | 100,00 % |

## Достопримечательности
- Памятник благоверному князю Александру Невскому, открыт и освящён 29 сентября 2018 года. Скульптурная композиция представляет собой восседающего на коне князя. В церемонии открытия монумента приняли участие полномочный представитель президента Российской Федерации в Центральном федеральном округе Игорь Щёголев и Губернатор Рязанской области Николай Любимов[27].

## Известные жители посёлка
- Иванов, Анатолий Григорьевич (1923 — 2008) — российский учёный, лауреат Ленинской и Государственной премий.
- Харламов Николай Иванович — офицер ВДВ, Герой Советского Союза.